# Чистопілля (Керченський район)
Чистопі́лля (до 1948 — Дере-Салин, крим. Dere Salın) — село Керченського району Автономної Республіки Крим. Адміністративний центр Чистопільської сільської ради.
На території селища за часів Боспорського царства знаходилося античне поселення — Салин, а за два кілометри — городище Артезіан.